# Cuscuta gronovii
Cuscute de Gronovius, Cuscute d'Amérique
Espèce
Statut de conservation UICN

LC : Préoccupation mineure
Cuscuta gronovii, la Cuscute de Gronovius ou Cuscute d'Amérique, est une espèce de plantes à fleurs de la famille des Convolvulaceae et du genre Cuscuta. C'est une plante parasite à petites fleurs blanches originaire d'Amérique du Nord.

## Taxinomie
L'espèce est décrite en premier par le naturaliste autrichien Josef August Schultes en 1820, à partir des travaux du botaniste et pharmacien allemand Carl Ludwig Willdenow, qui la classe dans le genre Cuscuta sous le nom binominal Cuscuta gronovii,. L'épithète spécifique gronovii est un hommage au botaniste néerlandais Jan Frederik Gronovius, qui était le professeur de Carl von Linné, inventeur de la systématique moderne.
Cuscuta gronovii présente trois variétés selon Plants of the World online (POWO) (13 avril 2021) :
- Cuscuta gronovii var. calyptrata Engelm. 1859
- Cuscuta gronovii var. gronovii
- Cuscuta gronovii var. latiflora Engelm. 1859

Cuscuta gronovii a pour synonymes homotypiques selon Plants of the World online (POWO) (13 avril 2021) :
- Epithymum gronovii (Willd. ex Schult.) Nieuwl. & Lunell 1916
- Grammica gronovii (Willd. ex Schult.) Hadac & Chrtek 1970

Cuscuta gronovii var. gronovii a pour synonymes hétérotypiques selon Plants of the World online (POWO) (13 avril 2021) :
- Cuscuta domingensis Urb., 1919
- Cuscuta gronovii var. vulgivaga (Engelm.) Engelm., 1859
- Cuscuta polyantha Shuttlew. ex Engelm., 1859
- Cuscuta vulgivaga Engelm., 1842
- Cuscuta vulgivaga var. glomerata Engelm. 1842
- Cuscuta vulgivaga var. laxiflora Engelm., 1842
- Cuscuta vulgivaga var. tetramera Engelm., 1842

L'espèce se nomme en français « Cuscute de Gronovius » ou « Cuscute d'Amérique ».

## Description
Les feuilles sont simples, c'est-à-dire lobées ou non, mais non séparées en folioles, et alternes (il y a une feuille par nœud le long de la tige). Le bord du limbe foliaire est entier, sans dents ni lobes. Les pétales des fleurs sont blancs. La fleur est symétrique radialement, c'est-à-dire qu'elle a deux axes de symétrie ou plus. Elle comporte cinq pétales, sépales ou tépales. Les pétales ou les sépales sont fusionnés en une coupe ou un tube. Il y a cinq étamines. Le fruit est sec et s'ouvre en deux ou ne s'ouvre pas à maturité, et mesure 2,5 à 3,5 mm.

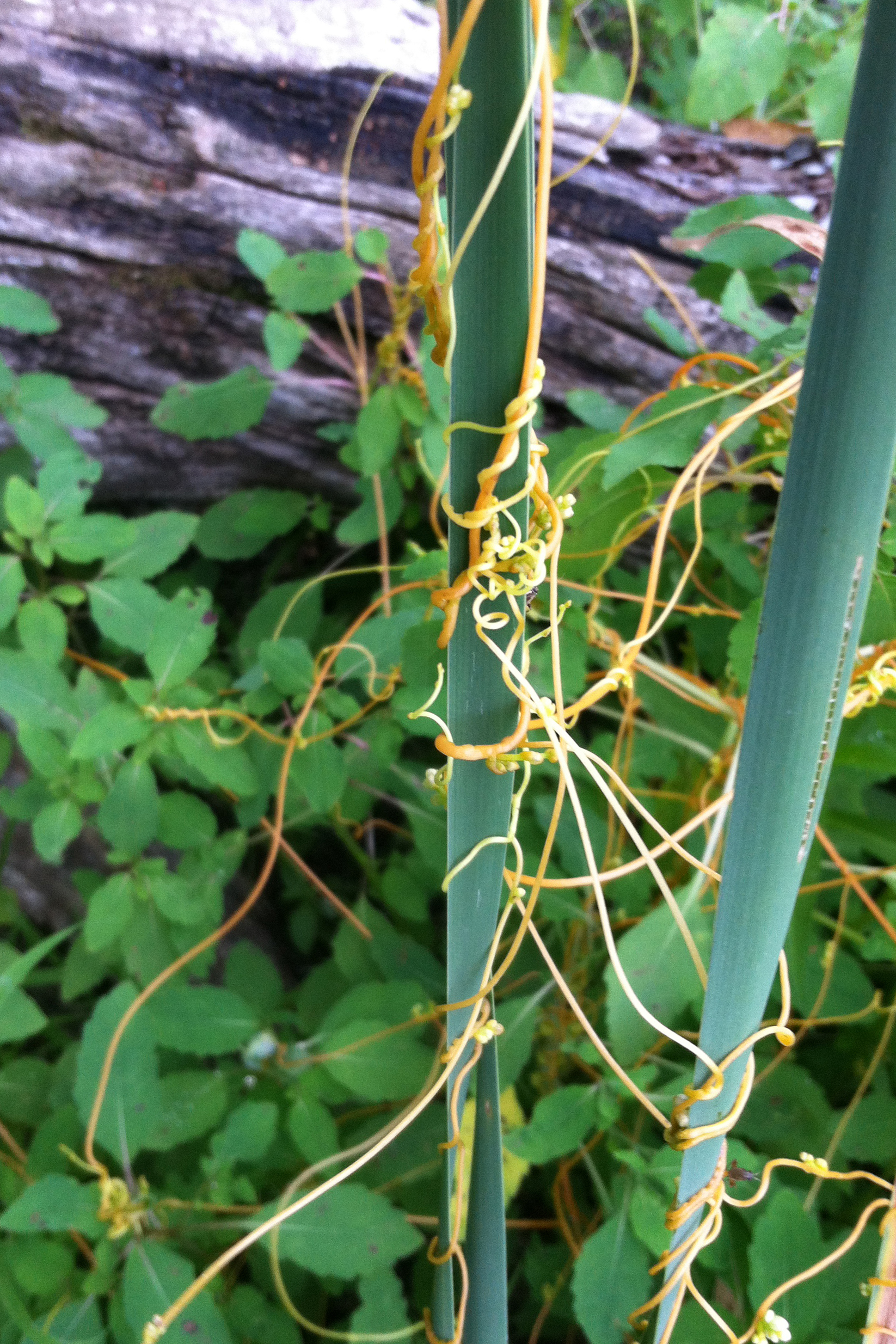
Cuscuta gronovii s'enroulant autour d'une tige.
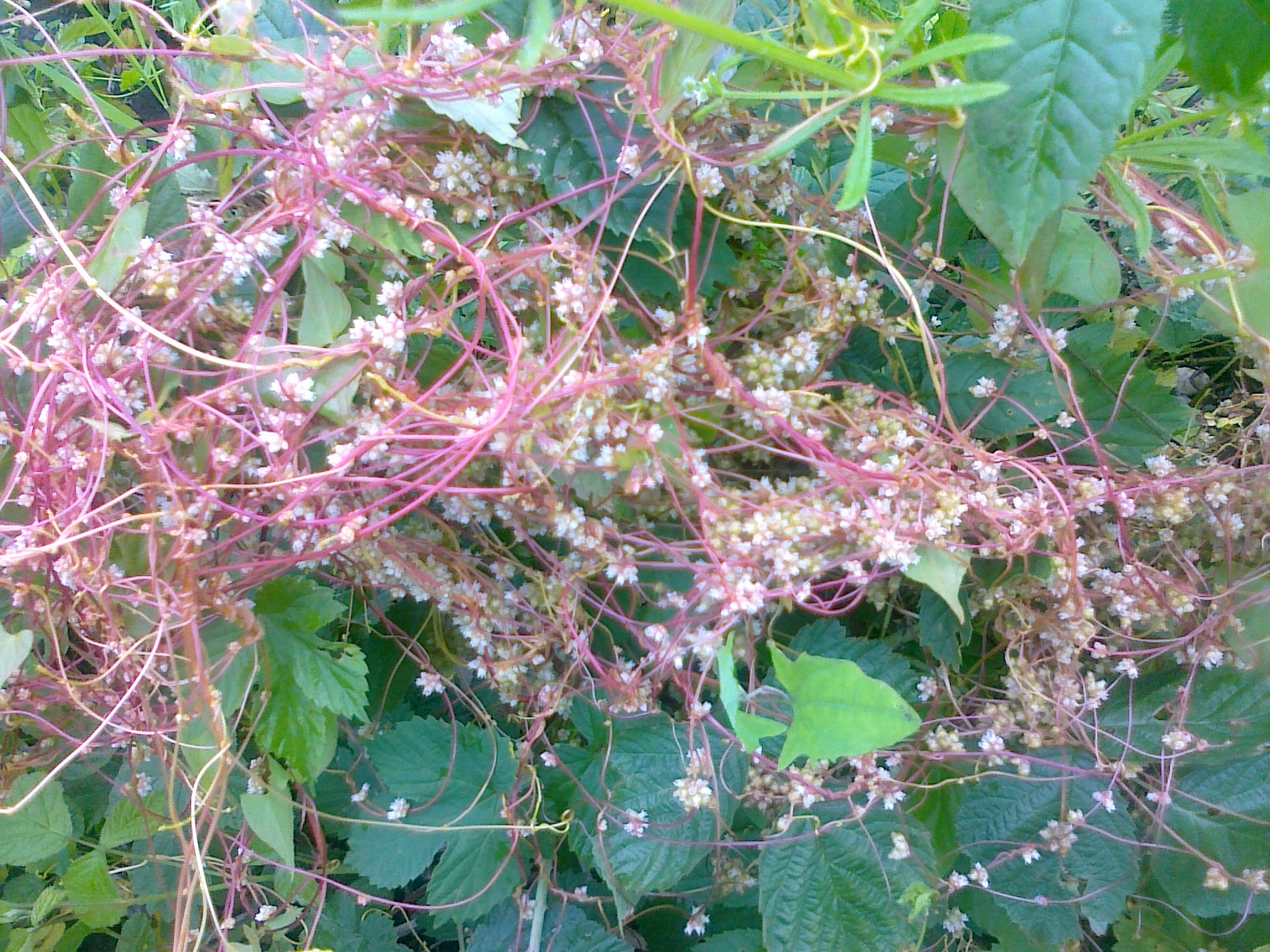
Cuscuta gronovii en fleurs.
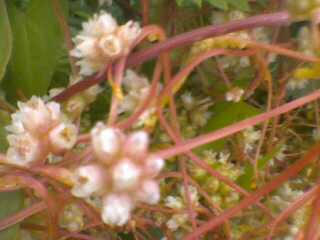
Détail des fleurs.
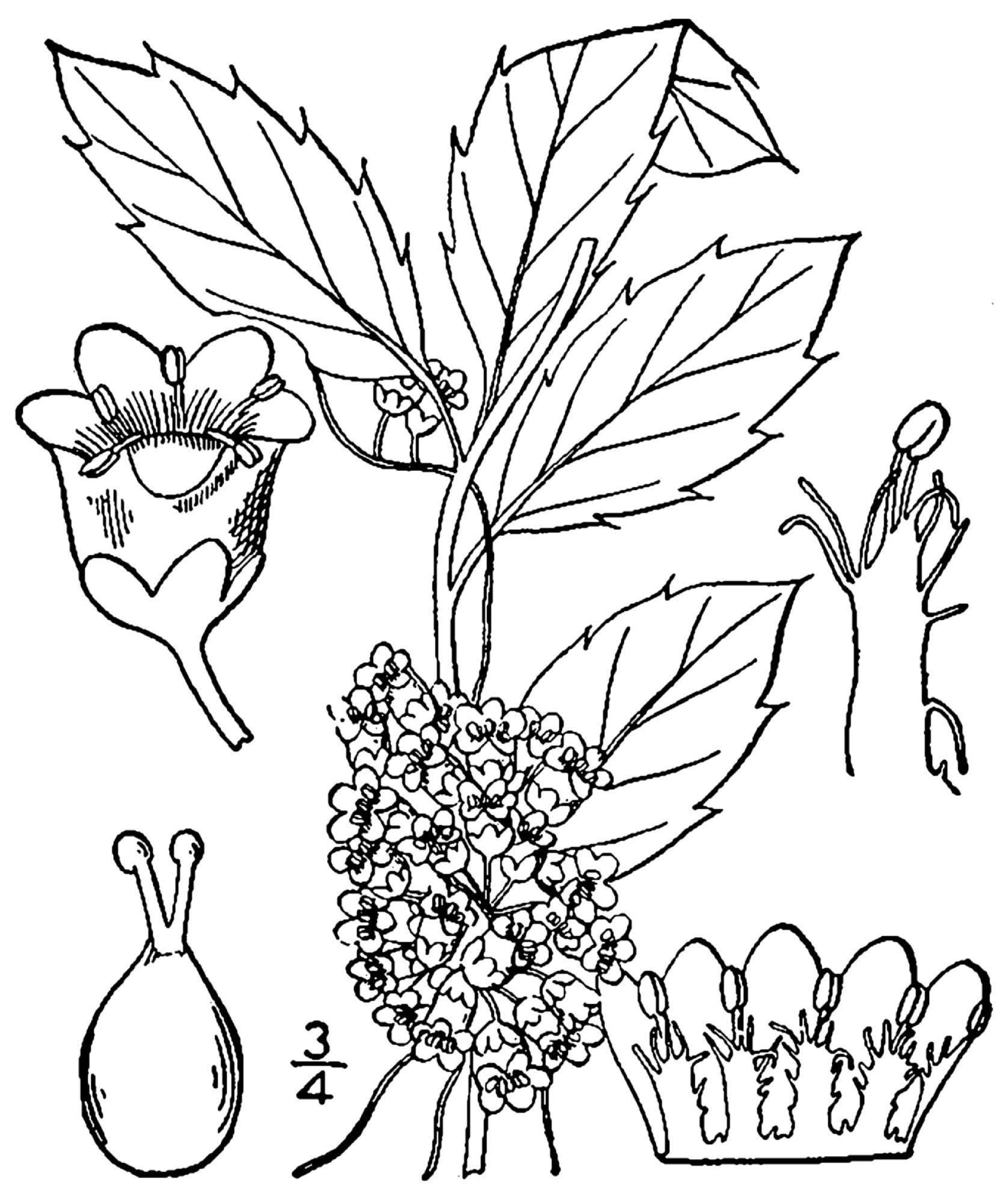
Illustration botanique de Cuscuta gronovii.
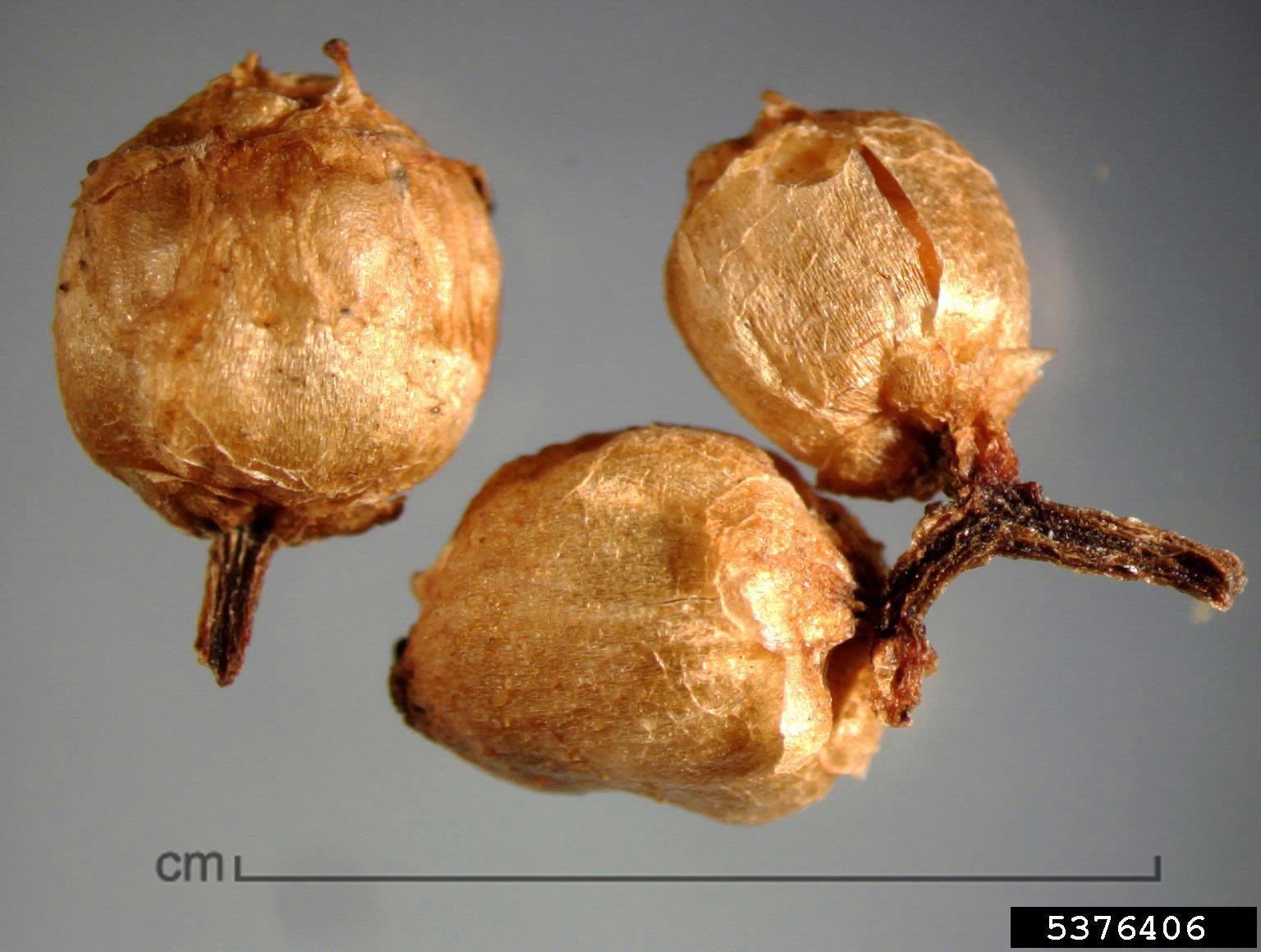
Capsules de Cuscuta gronovii.

## Habitat et répartition
Endémique d'Amérique du Nord, cette espèce pousse dans les habitats anthropiques (créés par l'homme ou perturbés), les prairies et les champs, les rives des rivières ou des lacs, les zones arbustives ou les fourrés et les marges des zones humides. Elle a été introduite en Europe.

## Biologie
La Cuscute de Gronovius est une plante parasite qui a d'abord des racines normales lorsqu'elle s'enroule sur son hôte, mais qui envoie ensuite des drageons qui pénètrent dans les tissus de l'hôte. Comme la cuscute tire tous ses éléments nutritifs de la plante hôte, ses racines finissent par mourir.
Bien que typiquement considérée comme une annuelle, les haustoria de la Cuscute de Gronovius peuvent hiberner, permettant au parasite de produire des pousses au printemps sans dépendre de la germination des graines. C. gronovii produit de très nombreuses graines au cours d'une année donnée. Ses graines ont une très longue durée de vie et un pouvoir de germination d'une grande longévité, ce qui augmente la probabilité que sa progéniture rencontre des conditions environnementales propices à sa croissance et à sa reproduction. En émergeant indépendamment d'un hôte, une plantule peut tourner en rond pendant plusieurs jours pour trouver un hôte approprié. C. gronovii affaiblit, mais tue rarement son hôte. Une plante cultivée infectée peut survivre, mais elle est privée de suffisamment de nutriments et d'hydrates de carbone pour réduire considérablement sa capacité à produire des rendements commerciaux viables. La Cuscute de Gronovius est ainsi un ravageur particulièrement grave dans la production commerciale de canneberges (Vaccinium macrocarpon) en Amérique.

## Menaces et conservation
L'espèce est classée comme globalement « En sécurité » par NatureServe (2014), cependant les populations de l'Alberta au Canada et du Kansas aux États-Unis sont classées comme « en danger critique d'extinction » et « en danger ». Le Conseil canadien pour la conservation des espèces en péril (CCCEP 2011+) classe également l'espèce comme « en sécurité » à l'échelle du pays.
L'espèce est largement répandue et, bien qu'elle soit peut-être en déclin dans certaines parties de son aire de répartition, l'Union internationale pour la conservation de la nature (UICN) ne pense pas qu'un déclin global de la population soit susceptible d'atteindre (ou d'être proche d'atteindre) le seuil de vulnérabilité. Par conséquent, l'espèce est évaluée en préoccupation mineure par l'UICN.